# Les 101 Dalmatiens 2 : Sur la trace des héros (jeu vidéo)
Pour les articles homonymes, voir Les 101 Dalmatiens 2 : Sur la trace des héros.
Les 101 Dalmatiens 2 : Sur la trace des héros (Disney's 101 Dalmatians II: Patch's London Adventure) est un jeu vidéo d'action, publié en 2003 sur console PlayStation, édité par Disney Interactive , Inc.et Eidos Interactive.

## Système de jeu
Le joueur incarne Patch, l'un des 101 Dalmatiens, vagabondant dans les rues de Londres, au Royaume-Uni, accidentellement abandonné par sa famille lors d'un déménagement. Le jeu reprend l'univers du film homonyme. Ses frères et sœurs étant kidnappé par Cruella D'enfer, Patch s'associe à son idole de la télévision, Thunderbolt, afin de les secourir.
Le joueur traverse un univers de plates-formes en 3D en vue isométrique éparpillé en 29 niveaux. Il peut collecter plusieurs items (os, biscuits pour chiens, pommes, etc.), éviter les ennemis tels que les chats, les écureuils, voire les antagonistes du film (Horace, Jasper, et Cruella), et sauver la fratrie. Patch peut creuser, faire des roulades, aboyer, et sauter pendant son escapades à Londres et les villes avoisinantes,. Le jeu comprend également des mini-jeux, ou niveaux bonus, durant lesquels le joueur doit par exemple collecter 60 os en 45 secondes à chaque quatrième ou cinquième niveaux. Les niveaux bonus terminent avec une cinématique sous-titrée tirée du film.

## Développement
En 2003, une période durant laquelle l'activité vidéoludique de la PlayStation a grandement déclinée depuis la sortie de la PlayStation 2, Disney Interactive, Inc. et Eidos Interactive annoncent une collaboration pour la sortie d'un nouveau jeu vidéo basé sur les 101 Dalmatiens. Eidos s'était déjà occupé de développer Les 102 Dalmatiens à la rescousse !. Durant l'annonce, la société annonce la sortie du jeu le 14 octobre 2003 en Amérique du Nord.